# Futbol'nyj Klub Černihiv 2024-2025
Questa voce raccoglie le informazioni riguardanti il Futbol'nyj Klub Černihiv nelle competizioni ufficiali della stagione 2024-2025.

## Stagione
Nella stagione 2024-2025 il F.K.Černihiv disputa la Druha Liha, terza serie del campionato ucraino di calcio dopo essere retrocesso dalla Perša Liha. Oleksij Zenchenko viene nominato capitano al posto di Vitaliy Mentey. Il 3 agosto accede al secondo turno della Kubok Ukraïny nella stagione 2024-2025 battendo per 1-0 la Čajka Petropav. Borščahiv. allo stadio stadio Junist. L'8 agosto 2024 nella prima partita della Druha Liha, batte per 8-2 il Metalist-2 allo stadio Stadio Junist di Černihiv. A novembre 2024, la squadra termina al terzo posto, la società interviene e nel mercato di gennaio 2025 partono giocatori come Bogdan Lyanskoronsky, Andrij Makarenko, Kyrylo Kryvoborodenko, Andrij Veresotsky, Andrij Lakeyenko e Kyrylo Pinchuk. Arrivano giocatori giocatori come Andriy Novikov, Jevhen Shalfeyev, Dmytro Fatyeyev e Jehor Kartušov. La squadra termina al secondo posto ad un punto alla prima e qualificandosi per i play-off.

## Maglie e sponsor
Lo sponsor tecnico per la stagione 2024-2025 è Jako.
| Casa | Trasferta | Terza divisa |

## Rosa

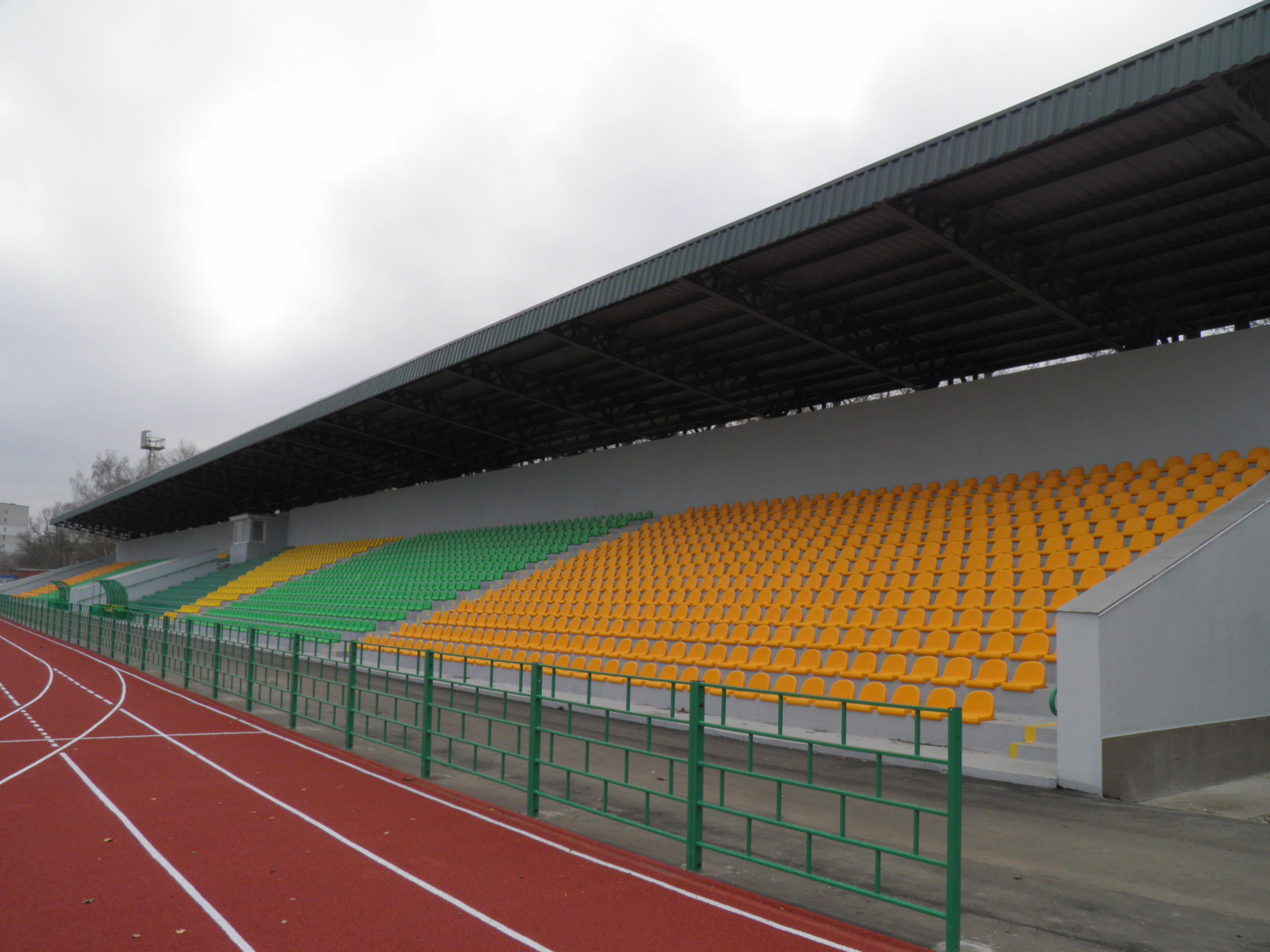
Lo Stadio Yunist dove gioca il Černihiv

Aggiornato al 7 marzo 2024
| N. |                    | Ruolo | Calciatore            |
| -- | ------------------ | ----- | --------------------- |
| 1  | Ucraina (bandiera) | P     | Oleksandr Shyray      |
| 2  | Ucraina (bandiera) | D     | Eduard Galstyan       |
| 3  | Ucraina (bandiera) | D     | Maksym Shumylo        |
| 6  | Ucraina (bandiera) | C     | Jevhen Shalfeyev      |
| 6  | Ucraina (bandiera) | C     | Andrij Veresotskyi    |
| 6  | Ucraina (bandiera) | C     | Jevhen Shalfeyev      |
| 7  | Ucraina (bandiera) | C     | Dmytro Myronenko      |
| 8  | Ucraina (bandiera) | C     | Andrij Makarenko      |
| 9  | Ucraina (bandiera) | C     | Dmytro Kulyk          |
| 9  | Ucraina (bandiera) | C     | Kyrylo Kryvoborodenko |
| 10 | Ucraina (bandiera) | C     | V"jačeslav Kojdan     |
| 11 | Ucraina (bandiera) | A     | Pavlo Fedosov         |
| 12 | Ucraina (bandiera) | C     | Jehor Kartušov        |
| 13 | Ucraina (bandiera) | C     | Djilindo Bezgubchenko |
| 14 | Ucraina (bandiera) | C     | Dmytro Sakhno         |
| 15 | Ucraina (bandiera) | D     | Andrij Lakeyenko      |
| 17 | Ucraina (bandiera) | A     | Andriy Novikov        |
| 18 | Ucraina (bandiera) | C     | Vitaliy Mentey        |

| N. |                    | Ruolo | Calciatore                   |
| -- | ------------------ | ----- | ---------------------------- |
| 19 | Ucraina (bandiera) | C     | Nikita Posmashnyi            |
| 20 | Ucraina (bandiera) | D     | Dmytro Fatyeyev              |
| 21 | Ucraina (bandiera) | C     | Vladyslav Shkolnyi           |
| 22 | Ucraina (bandiera) | P     | Oleksandr Roshchynskyi       |
| 23 | Ucraina (bandiera) | D     | Oleksij Zenchenko (capitano) |
| 26 | Ucraina (bandiera) | D     | Kyrylo Pinchuk               |
| 30 | Ucraina (bandiera) | C     | Artur Bybik                  |
| 33 | Ucraina (bandiera) | A     | Andriy Porokhnya             |
| 39 | Ucraina (bandiera) | C     | Maksym Serdyuk               |
| 35 | Ucraina (bandiera) | P     | Maksym Tatarenko             |
| 38 | Ucraina (bandiera) | D     | Pavlo Shushko                |
| 44 | Ucraina (bandiera) | C     | Bogdan Lyanskoronsky         |
| 55 | Ucraina (bandiera) | C     | Anatoliy Romanchenko         |
| 77 | Ucraina (bandiera) | A     | Daniil Volskyi               |
| 97 | Ucraina (bandiera) | C     | Maksym Serdyuk               |
| 99 | Ucraina (bandiera) | P     | Denys Gerasymenko            |

## Calciomercato

### Sessione estiva (dall'1/9 al 5/10)
| Acquisti         | Acquisti             | Acquisti       | Acquisti   |
| R.               | Nome                 | da             | Modalità   |
| ---------------- | -------------------- | -------------- | ---------- |
| P                | Maksym Tatarenko     | Družba Myrivka | svincolato |
| C                | Andriy Porokhnya     | Družba Myrivka | svincolato |
| C                | Anatoliy Romanchenko | Inhulec'       | svincolato |
| C                | Maksym Serdyuk       | Livyj Bereh    | prestito   |
| Altre operazioni |                      |                |            |
| R.               | Nome                 | da             | Modalità   |

| Cessioni         | Cessioni         | Cessioni    | Cessioni      |
| R.               | Nome             | a           | Modalità      |
| ---------------- | ---------------- | ----------- | ------------- |
| D                | Oleg Osypenko    | Inhulec'    | fine prestito |
| C                | Danyil Khondak   | Veres Rivne | fine prestito |
| C                | Daniil Davydenko | -           | svincolato    |
| A                | Roman Vovk       | -           | svincolato    |
| Altre operazioni |                  |             |               |
| R.               | Nome             | a           | Modalità      |

### Sessione invernale (dal 4/1 all'1/2)
| Acquisti         | Acquisti         | Acquisti       | Acquisti   |
| ---------------- | ---------------- | -------------- | ---------- |
| A                | Dmytro Kulyk     | Dinaz Vyšhorod | svincolato |
| C                | Jehor Kartušov   | Dinaz Vyšhorod | svincolato |
| C                | Jevhen Shalfeyev | Mynaj          | svincolato |
| A                | Andriy Novikov   | Dinaz Vyšhorod | svincolato |
| D                | Dmytro Fatyeyev  | FSC Mariupol'  | svincolato |
| D                | Pavlo Shushko    | FSC Mariupol'  | svincolato |
| R.               | Nome             | da             | Modalità   |
| Altre operazioni |                  |                |            |
| Altre operazioni |                  |                |            |
| R.               | Nome             | da             | Modalità   |

| Cessioni         | Cessioni              | Cessioni | Cessioni   |
| ---------------- | --------------------- | -------- | ---------- |
| C                | Bogdan Lyanskoronsky  | -        | svincolato |
| C                | Andrij Makarenko      | -        | svincolato |
| C                | Kyrylo Kryvoborodenko | -        | svincolato |
| D                | Andrij Veresotskyi    | -        | ritirato   |
| D                | Andrij Lakeyenko      | -        | ritirato   |
| C                | Kyrylo Pinchuk        | -        | svincolato |
| R.               | Nome                  | a        | Modalità   |
| Altre operazioni |                       |          |            |
| R.               | Nome                  | a        | Modalità   |

## Risultati

### Druha Liha
| Černihiv 9 agosto 2024, ore 11:00 EET | Černihiv  | 8 – 2 referto      | Metalist 1925 | Stadio Junist |
| \| \| \| \| \| Kojdan 5’, 63’ Fedosov 13’ Tkachenko 18’ (aut.) Romanchenko 33’ Serdyuk 43’ Porokhnya 48’ Bezgubchenko 74’ \| Marcatori \| 54’, 88’ Tkachenko \| |           |                    |               |               |
| |           |                    |               |               |
| Kojdan 5’, 63’ Fedosov 13’ Tkachenko 18’ (aut.) Romanchenko 33’ Serdyuk 43’ Porokhnya 48’ Bezgubchenko 74’                                                      | Marcatori | 54’, 88’ Tkachenko |               |               |

| Černihiv 17 agosto 2024, ore 11:00 EET | Černihiv | 0 – 0 referto | Čajka Petropav. Borščahiv. | Stadio Junist |

### Coppa d'Ucraina

#### Risultati
| Černihiv 3 agosto 2024, ore 11:00 EET Terzo turno preliminare | Černihiv  | 1 – 0 referto | Čajka Petropav. Borščahiv. | Stadio Junist |
| \| \| \| \| \| Fedosov 70’ \| Marcatori \| \|                 |           |               |                            |               |
|                                                               |           |               |                            |               |
| Fedosov 70’                                                   | Marcatori |               |                            |               |

| Černihiv 12 agosto 2024, ore 11:00 EET Secondo turno preliminare | Černihiv  | 0 – 1      | Viktorija Sumy | Stadio Junist |
| \| \| \| \| \| \| Marcatori \| 33’ Yevpak \|                     |           |            |                |               |
|                                                                  |           |            |                |               |
|                                                                  | Marcatori | 33’ Yevpak |                |               |

## Statistiche

### Statistiche di squadra
| Competizione    | Punti | In casa | In casa | In casa | In casa | In casa | In casa | In trasferta | In trasferta | In trasferta | In trasferta | In trasferta | In trasferta | Totale | Totale | Totale | Totale | Totale | Totale | DR |
| Competizione    | Punti | G       | V       | N       | P       | Gf      | Gs      | G            | V            | N            | P            | Gf           | Gs           | G      | V      | N      | P      | Gf     | Gs     | DR |
| --------------- | ----- | ------- | ------- | ------- | ------- | ------- | ------- | ------------ | ------------ | ------------ | ------------ | ------------ | ------------ | ------ | ------ | ------ | ------ | ------ | ------ | -- |
| Druha Liha      | 29    | 6       | 2       | 4       | 1       | 10      | 5       | 7            | 5            | 1            | 1            | 7            | 2            | 12     | 5      | 5      | 2      | 17     | 7      | +9 |
| Coppa d'Ucraina |       | 2       | 1       | 0       | 1       | 1       | 1       | 0            | 0            | 0            | 0            | 0            | 0            | 2      | 1      | 0      | 1      | 1      | 1      | 0  |
| Totale          | 29    | 8       | 3       | 4       | 2       | 11      | 6       | 6            | 5            | 1            | 1            | 7            | 2            | 13     | 6      | 5      | 3      | 18     | 8      | +9 |

### Andamento in campionato
| Giornata  | 1 | 2 | 3 | 4 | 5 | 6 | 7 | 8 | 9 | 10 | 11 | 12 | 13 | 14 | 15 | 16 | 17 | 18 |
| --------- | - | - | - | - | - | - | - | - | - | -- | -- | -- | -- | -- | -- | -- | -- | -- |
| Luogo     | C | C | T | C | T | C | T | C | T | T  | T  | C  | T  | C  | T  | C  | T  | C  |
| Risultato | V | N | V | N | V | N | V | N | P | V  | V  | P  | V  | V  | N  | V  | V  | V  |
| Posizione | 1 | 1 | 1 | 2 | 2 | 2 | 2 | 2 | 2 | 2  | 2  | 3  | 2  | 2  | 2  | 2  | 2  | 2  |

Legenda:

Luogo: C = Casa; T = Trasferta. Risultato: V = Vittoria; N = Pareggio; P = Sconfitta.

### Statistiche dei giocatori
Sono in corsivo i calciatori che hanno lasciato la società a stagione in corso.
| Giocatore         | Druha Liha | Druha Liha | Druha Liha  | Druha Liha | Coppa Ucraina | Coppa Ucraina | Coppa Ucraina | Coppa Ucraina | Totale   | Totale | Totale      | Totale     |
| Giocatore         | Presenze   | Reti       | Ammonizioni | Espulsioni | Presenze      | Reti          | Ammonizioni   | Espulsioni    | Presenze | Reti   | Ammonizioni | Espulsioni |
| ----------------- | ---------- | ---------- | ----------- | ---------- | ------------- | ------------- | ------------- | ------------- | -------- | ------ | ----------- | ---------- |
| D. Bezghubchenko  | 17         | 1          | 0           | 0          | 2             | 0             | 0             | 0             | 19       | 1      | 0           | 0          |
| A. Bybik          | 16         | 0          | 0           | 0          | 2             | 0             | 0             | 0             | 18       | 0      | 0           | 0          |
| P. Fedosov        | 7          | 1          | 0           | 0          | 1             | 1             | 0             | 0             | 8        | 2      | 0           | 0          |
| E. Galstyan       | 8          | 0          | 0           | 0          | 2             | 0             | 0             | 0             | 10       | 0      | 0           | 0          |
| D. Gerasymenko    | 0          | 0          | 0           | 0          | 0             | 0             | 0             | 0             | 0        | 0      | 0           | 0          |
| V. Kojdan         | 15         | 5          | 0           | 0          | 2             | 0             | 0             | 0             | 17       | 5      | 0           | 0          |
| K. Kryvoborodenko | 5          | 0          | 0           | 0          | 0             | 0             | 0             | 0             | 5        | 0      | 0           | 0          |
| D. Kulyk          | 6          | 1          | 0           | 0          | 0             | 0             | 0             | 0             | 6        | 1      | 0           | 0          |
| D. Fatyeyev       | 6          | 0          | 0           | 0          | 0             | 0             | 0             | 0             | 6        | 0      | 0           | 0          |
| A. Lakeyenko      | 1          | 0          | 0           | 0          | 0             | 0             | 0             | 0             | 1        | 0      | 0           | 0          |
| B. Lyanskoronskyi | 0          | 0          | 0           | 0          | 0             | 0             | 0             | 0             | 0        | 0      | 0           | 0          |
| A. Makarenko      | 0          | 0          | 0           | 0          | 0             | 0             | 0             | 0             | 0        | 0      | 0           | 0          |
| V. Mentey         | 13         | 0          | 0           | 0          | 2             | 0             | 0             | 0             | 15       | 0      | 0           | 0          |
| D. Myronenko      | 12         | 1          | 0           | 0          | 2             | 0             | 0             | 0             | 14       | 1      | 0           | 0          |
| K. Pinchuk        | 7          | 0          | 0           | 0          | 1             | 0             | 0             | 0             | 8        | 0      | 0           | 0          |
| A. Porokhnya      | 17         | 2          | 0           | 0          | 2             | 0             | 0             | 0             | 19       | 2      | 0           | 0          |
| N. Posmashnyi     | 6          | 0          | 0           | 0          | 1             | 0             | 0             | 0             | 7        | 0      | 0           | 0          |
| A. Romanchenko    | 16         | 5          | 0           | 0          | 2             | 0             | 0             | 0             | 18       | 5      | 0           | 0          |
| O. Roshchynskyi   | 0          | 0          | 0           | 0          | 0             | 0             | 0             | 0             | 0        | 0      | 0           | 0          |
| D. Sakhno         | 11         | 0          | 0           | 0          | 1             | 0             | 0             | 0             | 12       | 0      | 0           | 0          |
| M. Serdyuk        | 16         | 2          | 0           | 0          | 2             | 0             | 0             | 0             | 18       | 2      | 0           | 0          |
| J. Shalfeyev      | 6          | 1          | 0           | 0          | 0             | 0             | 0             | 0             | 6        | 1      | 0           | 0          |
| V. Shkolnyi       | 12         | 0          | 0           | 0          | 2             | 0             | 0             | 0             | 14       | 0      | 0           | 0          |
| M. Shumylo        | 16         | 1          | 0           | 0          | 2             | 0             | 0             | 0             | 18       | 1      | 0           | 0          |
| P. Shushko        | 6          | 2          | 0           | 0          | 0             | 0             | 0             | 0             | 6        | 2      | 0           | 0          |
| O. Shyray         | 0          | 0          | 0           | 0          | 0             | 0             | 0             | 0             | 0        | 0      | 0           | 0          |
| T. Tatarenko      | 18         | 0          | 0           | 0          | 2             | 0             | 0             | 0             | 20       | 0      | 0           | 0          |
| A. Veresotskyi    | 0          | 0          | 0           | 0          | 0             | 0             | 0             | 0             | 0        | 0      | 0           | 0          |
| D. Volskyi        | 7          | 0          | 0           | 0          | 1             | 0             | 0             | 0             | 8        | 0      | 0           | 0          |
| O. Zenchenko      | 15         | 0          | 1           | 0          | 2             | 0             | 0             | 0             | 17       | 0      | 1           | 0          |